# Рифьяно
Рифьяно (итал. Rifiano) — коммуна в Италии, располагается в регионе Трентино — Альто-Адидже, в провинции Больцано.
Население составляет 1228 человек (2008 г.), плотность населения составляет 33 чел./км². Занимает площадь 36 км². Почтовый индекс — 39010. Телефонный код — 0473.

## Демография
Динамика населения:

## Города-побратимы
- Иннинг-ам-Хольц, Германия

## Администрация коммуны
- Официальный сайт: http://www.comune.rifiano.bz.it/